# 交通システム工学科
交通システム工学科（こうつうしすてむこうがくか）は、大学の学科のひとつ。日本大学理工学部にあり、交通工学、土木工学、その他の工学の教育、研究がなされる。

## 交通システム工学科を持つ日本の大学
- 日本大学